# エンリコ・ダンドロ (エンリコ・トーチ級潜水艦)
エンリコ・ダンドロ（イタリア語：Enrico Dandolo, S 513）は、イタリア海軍のエンリコ・トーチ級潜水艦3番艦。艦名はヴェネツィア共和国の元首エンリコ・ダンドロに由来する。

## 艦歴
「エンリコ・ダンドロ」は、リウーニティ造船モンファルコーネ造船所で建造され1967年3月10日に起工、1967年12月16日に進水、1968年9月29日に就役する。
トーチ級はその静粛性と乗員による高度な操艦技術をかわれ、ソビエト連邦およびワルシャワ条約機構の潜水艦および任務部隊による攻撃を想定した演習で仮想敵を演じた。
現役間は、122,500海里を航海し、24,700時間にわたり水中で活動した。1996年9月30日に退役する。
2002年に「エンリコ・ダンドロ」は「MZ 737」および「MAS 473」と共にヴェネツィアにある潜水艦博物館に展示されることとなる。